# Páni z Bílé

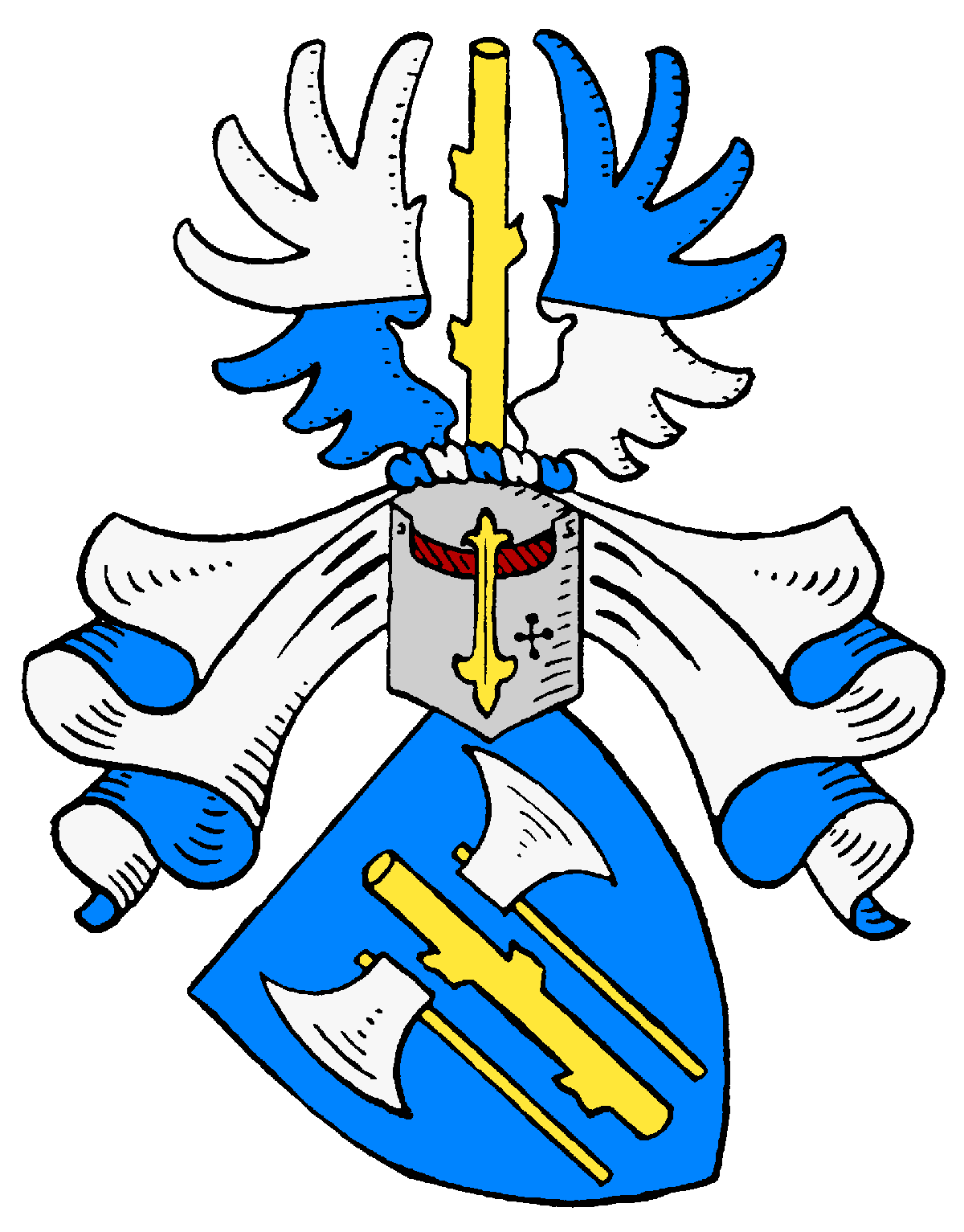
Erb rytířů z Bílé

Páni z Bílé byli německý šlechtický rod pocházející z Durynska, který se asi na počátku 16. století přestěhoval do Čech.

## Historie
Jejich prapředek Jetřich († 1543) koupil od Alexandra hraběte s Leisneku řehlovický statek, z nějž posléze odprodal ves Dubici. Se svou manželkou Marjánou z Hřivic měl syny Jáchyma a Jana. Jan držel roku 1566–1570 bělušický statek a žil ještě pravděpodobně roku 1597.
Jan Jetřich z Bílé, doložen roku 1612 v Ústí a roku 1616 na Jeníkově, je buď on sám nebo jeho syn. Jáchym z Bílé byl císařským radou a hejtmanem v Jáchymově, jeho manželkou byla Alžběta z Bernštejna († 1586), kterou učinil roku 1567 poručnicí jeho dětí. Přidal ji do rady svého strýce Hendrycha z Bílé na Hegenrodu a svého bratra Jana. Zemřel roku 1569. Jeho synové Hendrych, Bedřich, Adolf, Jáchym a Jiří se roku 1587 rozdělili o otcovský statek, tak že Bedřich, Adolf a Jiří dostali Řehlovice, ostatní dva Rtín a Malhostice. Adolf měl s manželkou Annou ze Zolhauzu dceru Alžbětu (1596) a se svými mladšími bratry brzo zemřel. Hendrych byl odsouzen roku 1623 ke ztrátě svého statku v Sezemicích, který mu byl pak proti zaplacení téhož dílu ponechán.
Fridrich z Bílé koupil roku 1592 Dubkovice, roku 1617 statek Uhřice, který roku 1618 prodal a asi v tu dobu měl také Chotomíř. Protože byl horlivým evangelíkem, byl roku 1609 zvolen za defenzora a roku 1618 za jednoho z direktorů. Jednal se slezskými stavy a vévodou o pomoci. Při mnohých příležitostech byl proti rakouským rodům. Od krále Fridricha Falckého byl určen hejtmanem německých lén a purkrabím hradeckého kraje. Z těchto příčin byl odsouzen ke ztrátě hrdla, cti a statků. Dne 21. června 1621 byl sťat v Praze a jeho hlava byla přibita na mosteckou věž. Jeho první manželkou byla Beatrix a druhou Anna ze Zolhauzu. Synovi Bedřichovi a dceři Eufrosině byl za podíl ponechán po matce Beatrici statek Řehlovice. Nechtěli však s ostatními přijmout vnucenou víru, proto statek prodali a roku 1628 se vystěhovali do Říše. 
Potomci svobodných pánů z Bílé žili ještě v 19. století v Sasku. Z jejich rodu byl také slavný hvězdář, svobodný pán Vilém z Bílé († 1856).

## Erb
Štít v jehož středu je ostrva s třemi vzhůru postavenými suky a po stranách jsou dva klíče o třech zubech. Nad přilbicí je tatáž ostrva mezi dvěma křídly.